# Kvantfluktuation

3D-visualisering av kvantfluktuation.

Inom kvantmekanik är kvantfluktuation den tillfälliga energiförändringen i en punkt i rummet, uppkommen ur Heisenbergs osäkerhetsprincip.
Enligt en formulering av principen, kan förhållandet mellan energi och tid beskrivas genom
{\displaystyle \Delta e\Delta t\approx {h \over 2\pi }}
Det betyder att regeln om att bevara energi kan brytas, men blott för korta ögonblick. Detta möjliggör skapandet av partikel-antipartikelpar av virtuella partiklar.
Effekterna av dessa partiklar är mätbara, exempelvis i elektronens elektriska laddning, olik dess "nakna" laddning.
Kvantfluktuationer kan ha varit mycket betydelsefulla för strukturbildning i ett universum med begynnelse: enligt modellen om kosmisk inflation var fluktuationerna, när inflationen startade, förstärkta och sådde fröet till all nuvarande observerbar struktur.